# 多米尼克·恰亚
多米尼克·恰亚（波蘭語：Dominik Czaja，1995年8月12日—），波兰男子赛艇运动员，2019年世界赛艇锦标赛男子四人双桨银牌得主、2022年世界赛艇锦标赛男子四人双桨金牌得主、2023年世界赛艇锦标赛男子四人双桨铜牌得主、2024年夏季奥林匹克运动会男子四人双桨铜牌得主。